# Landless People’s Movement (Südafrika)

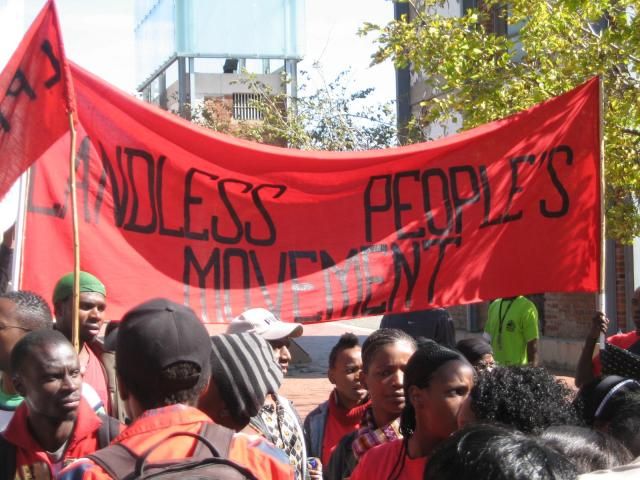
Das Landless People’s Movement vor dem Verfassungsgericht, 14. Mai 2009

Das Landless People’s Movement war eine unabhängige soziale Bewegung in Südafrika. Es bestand aus Teilen der ländlichen Bevölkerung und Bewohnern von Hüttensiedlungen in den Städten. Das Landless People’s Movement boykottierte Parlamentswahlen und hatte im Laufe seiner Geschichte häufig Konflikte mit dem African National Congress. Das Landless People’s Movement gehörte auf internationaler Ebene zu Via Campesina. Sein Zweig in Johannesburg hatte Verbindungen zur Poor People’s Alliance in Südafrika.

## Geschichte
Am 24. Juli 2001 trafen sich ländliche Repräsentanten der lokalen Grundbesitzlosenbewegungen mit regionalen Organisationen um gemeinsam zu klagen und gemeinsam Veränderungen anzustreben, die den Widerstand erleichtern sollten. Das Landless People’s Movement wurde bei diesem Treffen gegründet.
Die dort erklärten Ziele waren:
- Die Stärkung der Mittel der ländlichen Grundbesitzlosen zum effektiven Organisieren und zur Selbstvertretung
- Die Beschleunigung der Landreform und die Regierung für ihre Versprechungen zur Verantwortung zu ziehen
- Ein weiteres Süd/Süd-Netzwerk zu knüpfen um Initiativen der grundbesitzlosen Bevölkerung in Südafrika zu unterstützen
- Die Vergrößerung der öffentlichen Wahrnehmung der Bedürfnisse der ländlichen grundbesitzlosen Gemeinschaften in Südafrika auf nationaler und internationaler Ebene

Die Bewegung wurde zuerst von einer Nichtregierungsorganisation, dem National Land Committee (NLC), geformt und unterstützt, brach 2003 aber mit dem NLC und operierte fortan autonom.
Am 13. November 2003 übergab die Bewegung ein Memorandum an den damaligen Präsidenten Thabo Mbeki, in dem sie wissen wollten „weshalb Entwicklung durch Waffen und Terror zu ihnen gebracht würde“ und den unmittelbaren Stopp der Vertreibung von Farmen und aus Besetzungscamps in Städten forderten.
Im Jahr 2008 erreichte der Zweig Protea South in Johannesburg ein Urteil gegen die Stadtverwaltung.
Dem Landless People’s Movement wurde Erfolg im Verbinden der Gemeinsamkeiten von ländlichen und urbanen Landenteignungen zugesprochen.

## Zweige in Johannesburg
Das Johannesburger Landless Peoples' Movement hatte Zweige in den folgenden Hüttensiedlungen:
- Protea South
- Harry Gwala
- Freedom Park
- Thembelihle
- Precast
- Lawley
- Protea Glen

## Staatliche Repression
Im April 2004 wurden 57 Mitglieder der Bewegung festgenommen, weil sie an einem Wahltag unter dem Banner „Kein Land! Keine Stimme!“ marschiert waren. Manche der verhafteten Aktivisten wurden gefoltert, was später in einem Gerichtsverfahren gegen die Polizei behandelt wurde.
Im September 2007 berichtete das Freedom of Expression Institute folgendes  zu einem friedlichen Protest des Landless People’s Movements:
„SAPS Mitglieder feuerten beliebig in Richtung der Protestierenden, wobei sie den Boden mit den blauen Hüllen der Gummigeschosse übersät hinterließen. Auch setzte die Polizei einen Hubschrauber und Wasserwerfer ein. Außerdem wurden mindestens zwei Polizisten dabei beobachtet, wie sie scharfe Munition einsetzten. Ein Anwohner von Protea South, Mandisa Msewu, wurde von einem Gummigeschoss in den Mund getroffen und einige andere mussten wegen Polizeigewalt von Rettungssanitätern behandelt werden.“
Im Februar 2009 berichtete die Bewegung, dass acht Landless People’s Movement Aktivisten aus Protea South nach einem friedlichen Protest festgenommen worden waren. Die Bewegung behauptete Ziel ernster Repression – einschließlich Festnahmen Brandstiftung und Mord – in Johannesburg im Jahr 2010 gewesen zu sein. Auch wurde im Jahr 2010 ein Mitglied der Aktivisten der Bewegung, Terrance Mbuleo (33), von Bürgerwehren aus der Mittelklasse in Soweto umgebracht.

## Poor People’s Alliance
Im September 2008 formte die Western Cape Anti-Eviction Campaign zusammen mit Abahlali baseMjondolo, dem Johannesburger Zweig des Landless People’s Movement und dem Rural Network (Abahlali basePlasini) in KwaZulu-Natal, die Poor People’s Alliance. Die Poor People’s Alliance lehnte die Wahlpolitik ab, mit dem Slogan „Kein Land! Kein Haus! Keine Stimme!“